# IPhone SE (primera generación)
El iPhone SE (primera generación) (también conocido como iPhone SE 1 o iPhone SE 2016) es un teléfono inteligente de gama alta diseñado por Apple Inc. como parte de la novena generación de la familia iPhone. Fue presentado el 21 de marzo de 2016 en el Apple Campus y tuvo su lanzamiento al mercado el 31 de marzo de 2016, 10 días después de su presentación.
Los dos primeros modelos fueron el de 16 GB, con un precio de 599 €, y el modelo de 64 GB que costaba 699 €. En 2017 se lanzaron los modelos de 32 GB y 128 GB con un precio de 519 € y 629 € respectivamente.
El precio en dólares era de 399 el iPhone SE 16 GB y 499 el de 64 GB.
Fue descontinuado el día 12 de septiembre de 2018, luego que el iPhone XS, XS Max y el iPhone XR fueran anunciados por Apple. 
La segunda generación del iPhone SE fue anunciada y lanzada por Apple en abril de 2020. Este modelo tiene una pantalla más grande que la anterior generación e incorpora el procesador encontrado en el iPhone 11 y iPhone 11 Pro, el A13 Bionic.

## Especificaciones

### Diseño
El diseño exterior del iPhone SE es prácticamente idéntico al del iPhone 5s (exceptuando los bordes ahora con un acabado mate, el símbolo de Apple de acero y el logotipo SE impreso debajo de la palabra "iPhone"), mientras que los componentes internos son tan avanzados como los del iPhone 6s aunque su rendimiento es mayor debido al menor tamaño de la pantalla. Los colores de este modelo son plata, gris espacial, oro y oro rosa. También se confirmó por parte de Apple que las carcasas diseñadas para los iPhone 5 y 5s pueden ser usadas con el iPhone SE, dado que como se dijo antes, los tres modelos comparten exactamente las mismas medidas.

### Hardware

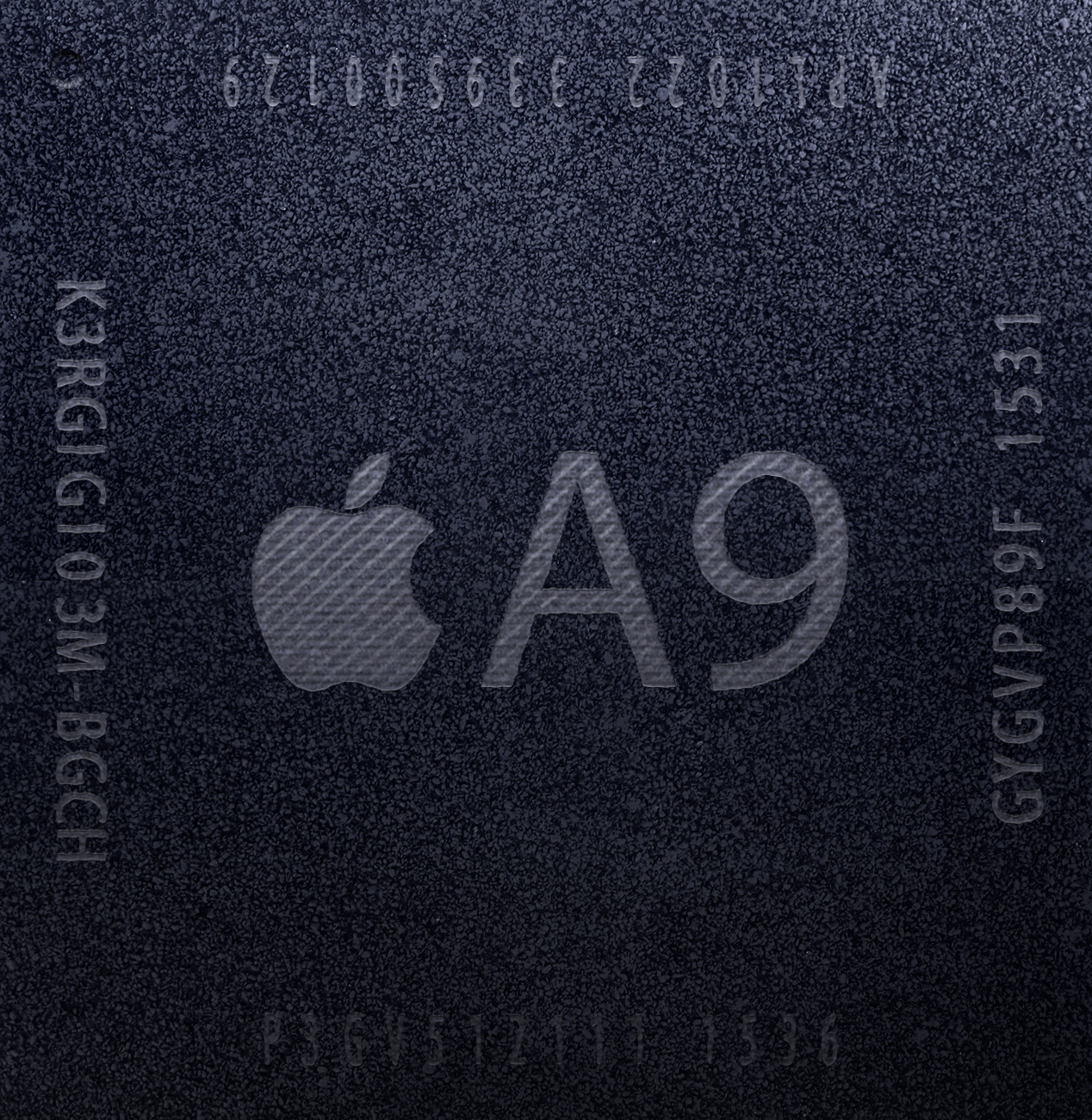
Soc Apple A9.

Al igual que en el iPhone 6s, el SE incorpora un system on a chip Apple A9, el cual integra a su vez una CPU "Twister" ARM V8-A de doble núcleo con arquitectura de 64-bits, corriendo a una velocidad de 1.85GHz, una GPU PowerVR GT7600 de seis núcleos, así como un coprocesador M9 capaz de procesar la información proveniente tanto del giroscopio como del acelerómetro y la brújula. La memoria RAM que incorpora es de 2GB LPDDR4.
La pantalla es LCD IPS multitáctil con retroiluminación LED y un tamaño de 4 pulgadas (1136 × 640 px) a una resolución de 326 ppp Retina Display. La superficie de la pantalla está laminada con un recubrimiento oleofóbico y es resistente a rayones. También cuenta con sistema Touch ID de primera generación.
Asimismo integra la misma cámara iSight de 12MP - 1.22 µm, que el iPhone 6s, modelo Exmor RS fabricada por Sony. Es capaz de grabar a 720 px con 240 cuadros por segundo, a 1080p con 120 o 60 cuadros, y 4K UHD a 30 cuadros. Cuenta con autoenfoque rápido, un mejor procesador de imagen, así como la función Live Photos. La cámara FaceTime es de 1,2 megapíxeles con abertura de f/2.4, HDR automático, Retina Flash y capacidad de grabar a 720p.
Aunque comparte funciones y características con el iPhone 6S, no incluye la función 3D Touch, la cual requeriría componentes adicionales en el laminado de la pantalla, ni el barómetro, que es capaz de medir la presión del aire, ni el sensor de huellas dactilares de segunda generación. La capacidad interna en el iPhone SE estaba disponible originalmente en 16 y 64 gigabytes, pero en marzo de 2017 fueron reemplazados por modelos con capacidades de 32 y 128 gigabytes.

### Software
El iPhone SE fue lanzado originalmente con el sistema operativo iOS 9.3, con características propias de esta versión del sistema como Apple Pay, Live Photos y la activación por voz de Siri.
En el WWDC celebrado en 2016, Apple anunció su sistema operativo iOS 10, el cual estará disponible para finales del mismo año, siendo compatibles desde el iPhone 5 hasta los modelos más recientes.
El iPhone SE de primera generación, al igual que el iPhone 6s y 6s Plus, son los dispositivos más antiguos que soportarán hasta iOS 15. Esto los convierte en los modelos de iPhone que han recibido más actualizaciones de iOS, con un total de siete (ya que su primer sistema operativo fue iOS 9), superando al iPhone 5s con seis (cuyo primer sistema operativo fue iOS 7 y el último iOS 12).

## Modelos
El iPhone SE está disponible en diferentes modelos, dependiendo de la región del mundo donde se comercialice:
- A1662 (SE versión USA) es un modelo bloqueado y vendido por AT&T, T-Mobile y Verizon en Estados Unidos.
- A1723 (SE versión Global) es vendido por Sprint en todo el mundo.[12]
- A1724 (SE versión China) es un modelo comercializado en China.